# Shirō Ishii
Shirō Ishii (石井 四郎 Ishii Shirō?,  Shibayama, Prefectura de Chiba, 25 de junio de 1892-Tokio, 9 de octubre de 1959) fue un médico criminal de guerra japonés al mando del Escuadrón 731 del Ejército Imperial Japonés, culpable de efectuar experimentos con humanos y de crímenes de guerra durante la segunda guerra sino-japonesa.
Shirō Ishii fue el responsable de la creación y desarrollo de un ambicioso programa de investigación de armas biológicas y químicas en el marco del cual se crearon una serie de centros de investigación que utilizaban para sus experimentos a gran escala a seres humanos. El centro más relevante por su importancia y tamaño fue el conocido como Unidad 731. Los experimentos realizados, en los que murieron miles de hombres y mujeres de todas la edades, fueron similares a los realizados por médico y criminal de guerra alemán Josef Mengele. Se estima que entre 1936 y 1945, en el marco de estos programas, las muertes causadas por el Escuadrón 731 fueron alrededor de unas 200.000, las que pudieron haber llegado a las 580.000 si se contabilizan las muertes por las diferentes epidemias que provocaron.
Shirō Ishii fue detenido en 1946 por las fuerzas armadas de Estados Unidos y juzgado en los llamados  Juicios de Tokio (Tribunal Penal Militar Internacional para el Lejano Oriente, TIPLE) donde negoció su inculpación e inmunidad a cambio de los datos sobre guerra biológica obtenidos de sus experimentos con seres humanos. Él, como la mayoría de los integrantes del Escuadrón 731 (a excepción de 12 oficiales japoneses de bajo rango que fueron juzgados por la Unión Soviética  en Jabárovsk, Siberia, en 1949), nunca fueron juzgados por crímenes de guerra y muchos de ellos  continuaron su actividad investigadora después de la Guerra, siendo incluso protegidos. Shirō Ishii abrió una clínica de atención gratuita y murió en Tokio de un cáncer de garganta en 1959.

## Biografía

### Primeros años
Ishii nació en el antiguo pueblo de Shibayama del Distrito de Sanbu, en la Prefectura de Chiba y estudió medicina en la Universidad Imperial de Kioto. A pesar de que era considerado egoísta, exigente y a veces perturbado, sobresalió en sus estudios y en 1922 fue asignado al Hospital del Primer Ejército y Escuela Médica Militar de Tokio. El trabajo que hizo allí impresionó a tal grado a sus superiores, que dos años más tarde obtuvo una beca para un posgrado en la Universidad Imperial de Kioto. 
En 1928, Ishii efectuó un viaje de dos años a Occidente. Durante sus viajes, hizo extensivas investigaciones sobre los efectos de la guerra biológica y la guerra química desarrollados desde la Primera Guerra Mundial. Fue una misión sumamente exitosa y le ayudó a ganarse el mecenazgo de Sadao Araki, Ministro de Guerra del Japón.

### Proyecto de guerra biológica

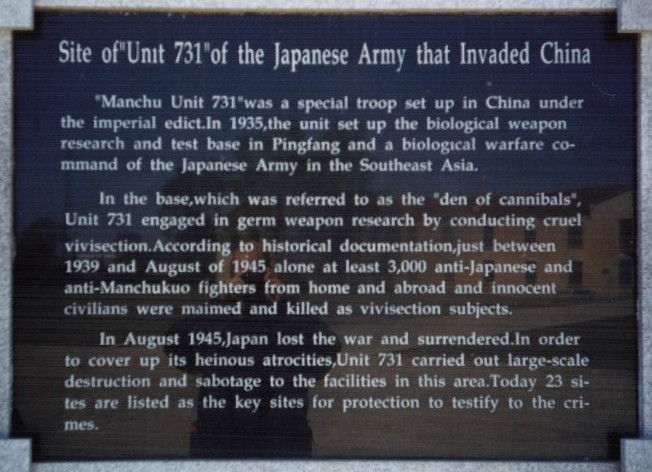
Placa conmemorativa en memoria de las víctimas, en un edificio del complejo del Escuadrón 731.

En 1932 empezó sus experimentos preliminares sobre guerra biológica como un proyecto secreto para el Ejército Imperial Japonés en la Fortaleza Zhongma. En 1936 se formó el Escuadrón 731. Ishii ordenó construir un enorme complejo - más de 150 edificios en 6 kilómetros cuadrados - en las afueras de la ciudad de Harbin, China. La investigación era secreta y la historia de encubrimiento era que el Escuadrón 731 controlaba una estación de tratamiento de agua potable.
El 9 de febrero de 1939, Ishii dio una conferencia sobre guerra biológica en el Gran Salón de Conferencias del Ministerio de Guerra en Tokio. Uno de los asistentes fue el Príncipe Yasuhito Chichibu, hermano de Hirohito (124vo. Emperador del Japón), que también fue testigo de vivisecciones efectuadas por Ishii.
A partir de 1940, Ishii fue nombrado Jefe de la Sección de Guerra Biológica del Ejército de Kwantung, manteniendo el puesto simultáneramente con el del Departamento Bacteriológico de la Academia Médica del Ejército.
En 1942, Ishii inició las pruebas de campo de los agentes de guerra biológica desarrollados, así como de varios métodos para esparcirlos (mediante armas de fuego, bombas, etc) tanto sobre prisioneros de guerra chinos como operativamente en combate y contra civiles en ciudades chinas. Algunos historiadores estiman que decenas de miles murieron a causa de las armas biológicas (que incluían peste bubónica, cólera, carbunco y otras enfermedades) desarrolladas en el laboratorio y empleadas. Esta unidad también llevó a cabo experimentos con seres humanos, como vivisecciones, abortos forzados, accidentes cerebrovasculares y ataques cardiacos simulados, congelamiento e hipotermia. 
Entre 1942-1945, Ishii fue Jefe de la Sección Médica del Primer Ejército.
En 1945, durante los últimos días de la Guerra del Pacífico y ante la inminente derrota, las tropas japonesas demolieron con explosivos los cuarteles del Escuadrón 731 para destruir las evidencias de las investigaciones llevadas a cabo. Como parte del encubrimiento, Ishii ordenó la ejecución de 150 prisioneros. Más de 10.000 personas, de las cuales unas 600 eran anualmente enviadas por el Kenpeitai, fueron empleados como cobayas en los experimentos llevados a cabo por el Escuadrón 731. Estos eran llamados maruta (丸太) "troncos" por Ishii y sus allegados, un eufemismo originado a partir de la visión de los prisioneros como entidades inertes y descartables o a partir de la versión ofrecida a las autoridades locales sobre un aserradero que funcionaba en el complejo.[cita requerida]

### Inmunidad
Arrestado por las autoridades estadounidenses de ocupación al final de la Segunda Guerra Mundial, Ishii y otros líderes del Escuadrón 731 iban a ser interrogados por las autoridades soviéticas. En cambio, Ishii y su equipo lograron negociar, obteniendo en 1946 inmunidad sobre los crímenes de guerra ante el Tribunal de Tokio a cambio de todos los datos sobre guerra biológica basados en experimentos sobre seres humanos. A pesar de que las autoridades soviéticas deseaban que el proceso tuviese lugar, los Estados Unidos objetaron tras revisar los reportes de los microbiólogos estadounidenses que estaban investigando. Entre ellos estaba el Dr. Edwin Hill (Jefe de Fort Detrick), cuyo reporte indicaba que la información era "absolutamente inestimable", "que jamás podría haberse obtenido en los Estados Unidos debido a los escrúpulos respecto a experimentar con humanos" y "fue obtenida a muy bajo costo". El 6 de mayo de 1947, Douglas MacArthur escribió a Washington D. C. que "datos adicionales, tal vez pueden obtenerse algunos testimonios de Ishii informando a los japoneses involucrados que la información será retenida en canales de inteligencia y no será empleada como evidencia de 'Crímenes de Guerra' ". El trato fue cerrado en 1948.[cita requerida] De esta forma, Ishii nunca fue procesado por crimen de guerra alguno.

## Últimos años
Richard Drayton, un expositor de historia de la Universidad de Cambridge, falsamente afirmó que Ishii se mudó posteriormente a Maryland donde hizo investigaciones sobre armas biológicas. Pero según su hija Harumi, él se quedó en Japón, donde abrió una clínica en la cual atendía gratuitamente a sus pacientes. En sus últimos años se convirtió al cristianismo, concretamente al catolicismo. Llevó un diario, pero no hizo mención alguna sobre su actividad durante la guerra en éste. Murió de cáncer de garganta a los 67 años. Masaji Kitano fue el comisionado funerario principal de Shirō Ishii, un compañero miembro del Escuadrón 731.